# Jacek Liwiński
Jacek Liwiński – polski ekonomista, doktor habilitowany nauk społecznych, profesor na Uniwersytecie Warszawskim, specjalista od ekonomii rynku pracy, ekonomii edukacji oraz makroekonomii.

## Kariera naukowa
W 1998 roku na Uniwersytecie Warszawskim uzyskał tytuł magistra ekonomii. W 2005 roku na Wydziale Nauk Ekonomicznych tej samej uczelni uzyskał stopień doktora nauk ekonomicznych na podstawie rozprawy pt. Rola szkoleń zawodowych w kształtowaniu mobilności i płac pracowników w Polsce, której promotorem była Urszula Sztandar-Sztanderska. W 2006 roku został zatrudniony na tejże uczelni. W 2023 roku został laureatem nagrody imienia Romana Czerneckiego w kategorii naukowej, a w 2024 roku uzyskał stopień doktora habilitowanego nauk społecznych na podstawie pracy pt. Analiza wpływu wybranych form kształcenia na pozycję jednostki na rynku pracy.